# Kąpielówki
Kąpielówki – męski/chłopięcy strój (zasłaniający intymne części ciała), służący do pływania lub wypoczynku rekreacyjnego. Są to najczęściej same majtki, które wykonane są zwykle z poliestru lub lycry.
Odzież ta dzieli się następująco:
- slipy kąpielowe – krojem przypominają zwykłe slipy
- spodenki kąpielowe:
  - spodenki kąpielowe, krótsze – krótkie, obcisłe spodenki
  - spodenki kąpielowe, dłuższe – dłuższe, obcisłe spodenki; podobne do bokserek
- szorty kąpielowe – dłuższe, luźne spodenki

## Galeria

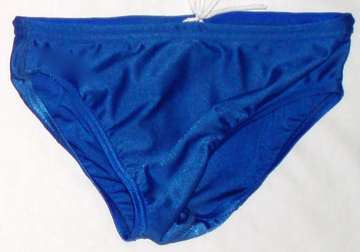
slipy kąpielowe
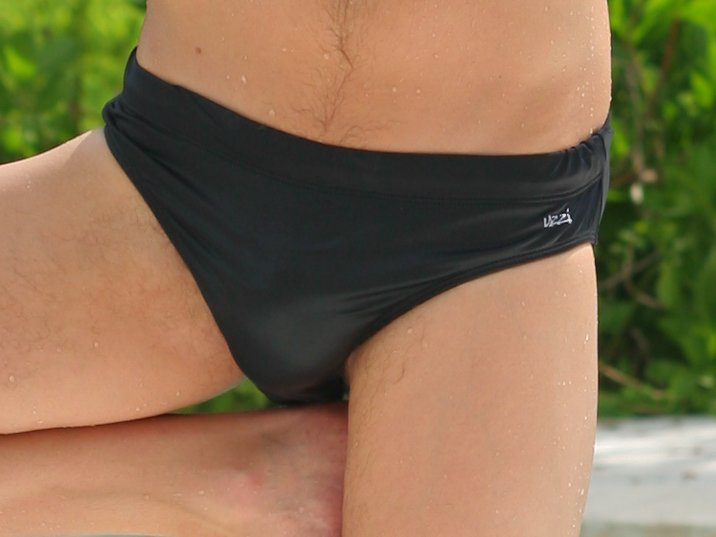
slipy kąpielowe
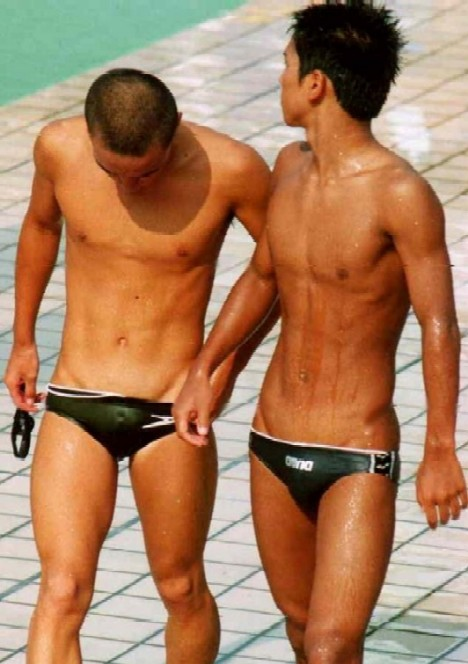
slipy kąpielowe
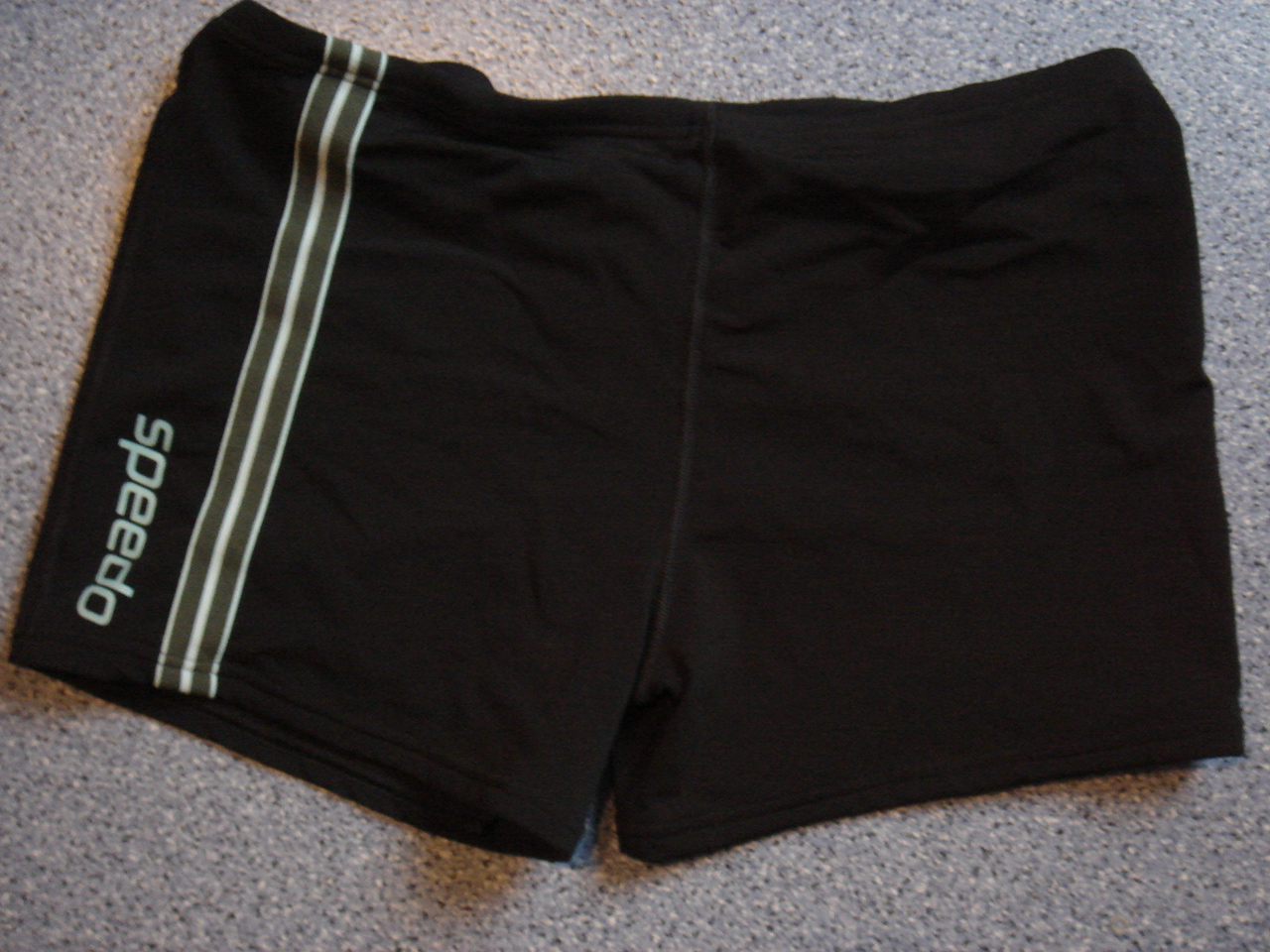
spodenki kąpielowe, krótsze
spodenki kąpielowe, krótsze (po lewej)
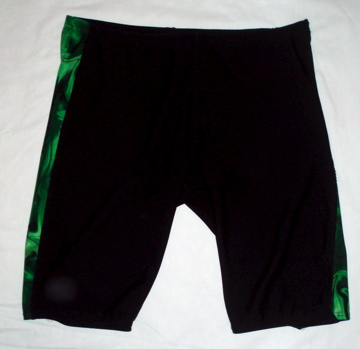
spodenki kąpielowe, dłuższe
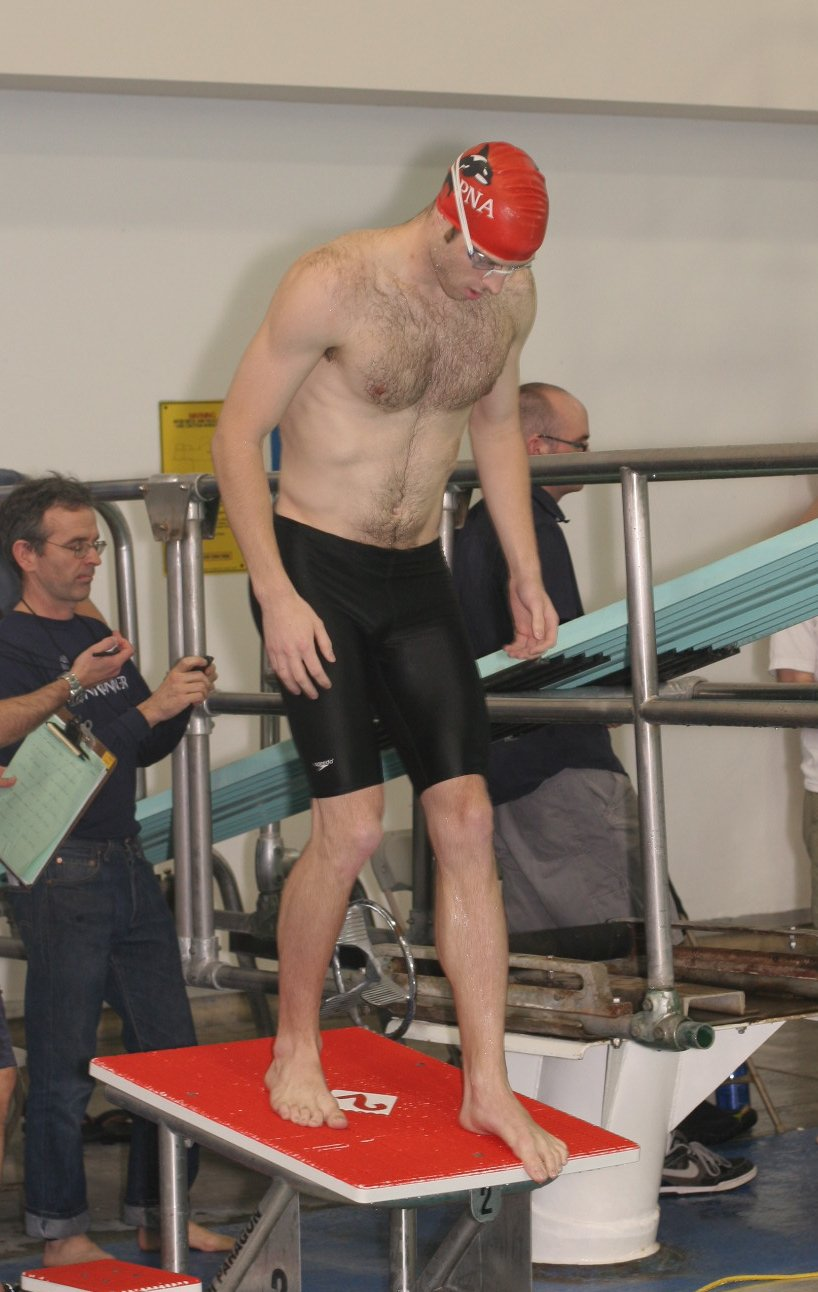
spodenki kąpielowe, dłuższe
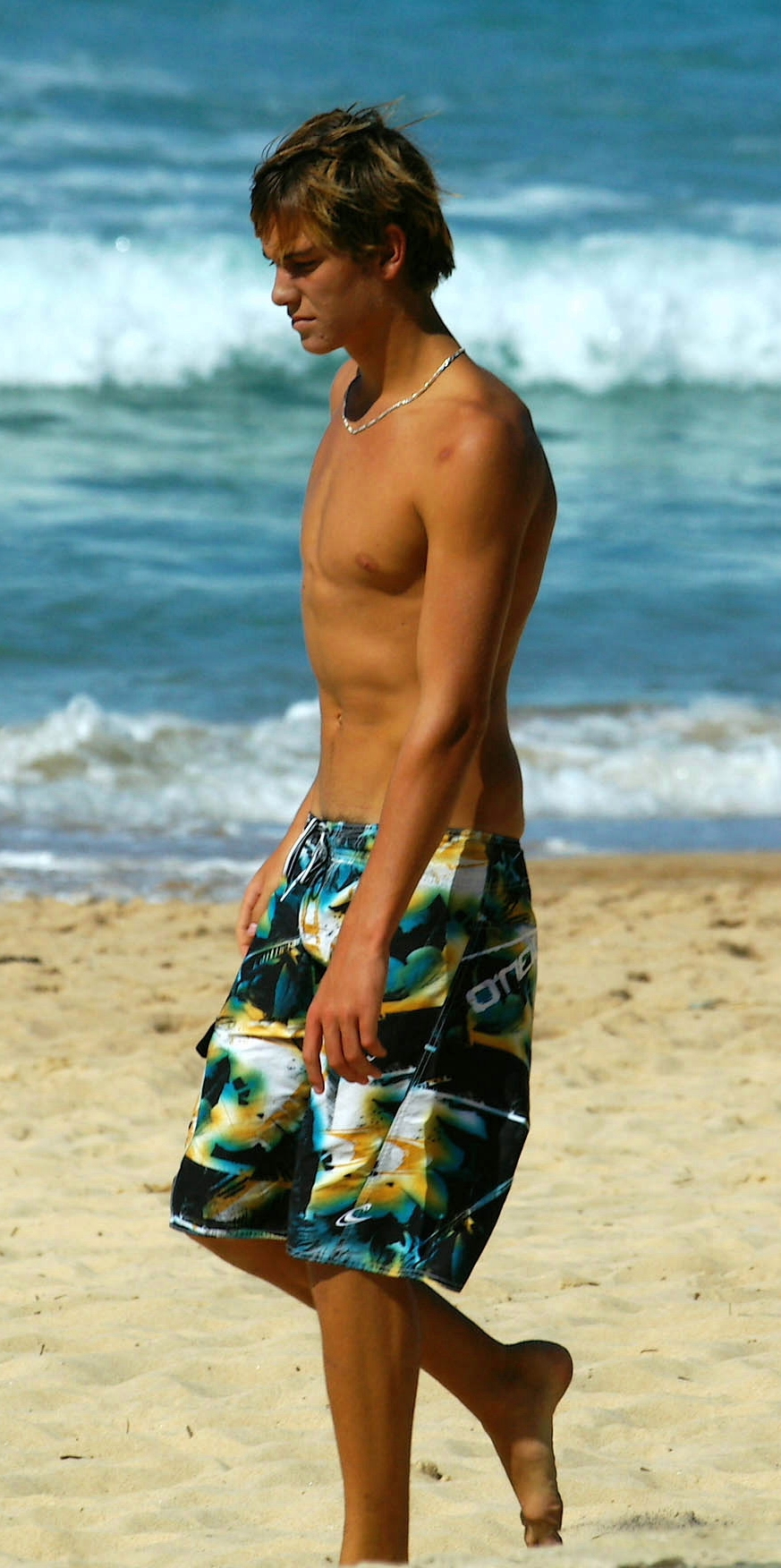
szorty kąpielowe
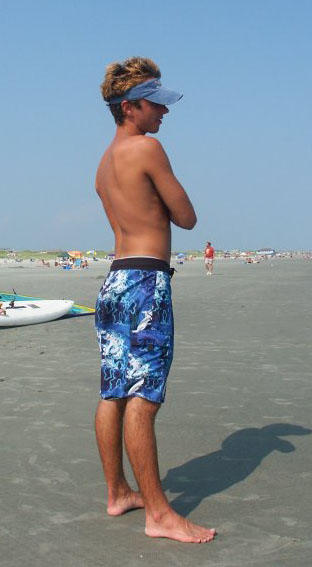
szorty kąpielowe